# ステファニー・クオレク
ステファニー・クオレク（Stephanie Louise Kwolek、1923年7月31日 - 2014年6月18日）はケブラーを発明したことで知られる米国の化学者。彼女のルーツはポーランド人であり、彼女のデュポンにおける仕事は40年以上にわたった。彼女は、並外れた強度と硬さを持った合成繊維の一群、ポリパラフェニレンテレフタルアミドを世界で初めて発見した。
この発見により、その傑出した技術的成果を賞するものとして、彼女はデュポンのラヴォアジエ・メダルを受賞した。2015年2月時点で、彼女はそれを受賞した唯一の女性職員である。1995年に彼女は、全米発明家殿堂に加えられた4人目の女性となった。クオレクはその高分子化学の研究で多くの賞を受賞しており、例えばアメリカ国家技術賞、工業研究協会業績賞 (IRI Achievement Award)、パーキンメダルがある。

## 生い立ち
クオレクは1923年にピッツバーグ郊外のペンシルベニア州ニュー・ケンジントンでポーランド移民の両親の下に生まれた。彼女の父ジャン・クオレク (ポーランド語: Jan Chwałek) は彼女が10歳の時に他界した。彼は植物の野外調査を趣味とし、娘である彼女も子供の頃は父と共に自然の中を探索して時を過ごした。彼女は、科学に対する自分の興味は父によって、ファッションに対する興味は母ナリー・ザジェル・クオレクによって身に付いたものだとしている。
1946年にクオレクはカーネギーメロン大学マーガレット・モリソン・カーネギー・カレッジで化学を専攻し、学士号 (Bachelor of Science) を得た。彼女は医者を志し、医学校へ進むために充分な資金を化学関係での一時的な仕事で稼げればと望んでいた。

## デュポンでのキャリア
後にクオレクの師となる William Hale Charch は、1946年に彼女へニューヨーク州バッファローのデュポンの研究施設でのポストを提供した。この時に欠員があったのは、第二次世界大戦で男たちが海外にいたためだった。
クオレクは医学を学ぶ金を貯めようと、一時的にデュポンで働くつもりだけだった。しかし彼女は自分の仕事が面白くなり、1950年にはデュポンに残ってデラウェア州ウィルミントンへ移ることに決めた。1959年、彼女はアメリカ化学会から発表賞 (publication award) を受賞し、これがその後の多くの賞の皮切りとなった。その論文『ナイロン縄の秘訣』(Nylon rope trick) は、室温のビーカーの中でナイロンを生成する方法を示した。これは今も学校の教室でよく行なわれる実験であり、その工程は高分子量ポリアミドに応用された。1985年、クオレクとその同僚たちはポリベンゾオキサゾールとポリブチレンテレフタレートを作成する手法の特許を取得した。

### ケブラー
クオレクはデュポンに勤務している間にケブラーを発明した。1964年に彼女の研究グループはガソリン不足を見越してタイヤに使う軽量かつ強靭な繊維を探していた。その時に彼女が取り組んでいたポリマー（高分子化合物）はポリパラフェニレンテレフタラートとポリベンズアミドで、それらは溶融状態で液晶を形成し、その状態で200℃以上にしてメルトスピニング法にかけると、より弱く硬さを欠いた繊維が生成された。彼女の新しいプロジェクト独自の技術と溶融・凝結の重合反応プロセスは、その温度を0℃から40℃の間まで切り下げるものだった。
彼女が後に1999年のスピーチで語ったところでは、
この種の濁った溶液は通常は捨てられてしまう。しかしクオレクは、スピナレット（紡糸口金）を操作する技師の Charles Smullen を説得し、彼女の溶液を試させた。そして、ナイロンが概して壊れるような状況にもあってもその繊維が壊れないことに彼女は驚いた。ナイロンより強いどころか、ケブラーは重量あたりにして鉄の5倍の強度があった。彼女の上司と研究所長はいずれも彼女の発見の重要さを理解し、高分子化学の新分野がたちまち立ち上がった。1971年には、いま見られるようなケブラーが姿を現した。クオレクはこの繊維を熱処理することでさらに強度を高められることを知った。棒状をしたこの重合体分子は極めて志向性が高く、これがケブラーに並外れた強度を授けた。クオレクは脂肪族と塩素族を含んだサーモトロピックなケブラーの研究を続けた。

### ケブラーの利用法
クオレクはケブラーの実用品の開発にはあまり関わらなかった。とはいえ、クオレクはデュポンのためにケブラーの派生品の化学的研究を続けた。また彼女はデュポンの製品から直接利益を得てはいなかったが、それはケブラーの特許を会社へ譲渡していたからだった。
ケブラーは200以上の用途に材料として使われ、例えば、テニスラケット、スキー板、パラシュートの綱、ボート、航空機、ロープ、ケーブル、防弾チョッキ、といったものがある。他、車のタイヤ、消防士のブーツ、ホッケーのスティック、耐切創手袋、装甲車にも使われてきている。また、対爆素材、耐ハリケーン室、橋梁の補強といった保護用建材にも使われている。クオレクが他界したその週には、ケブラー製の防弾チョッキが100万着も売れた。ケブラーは携帯電話の素材にもなっており、モトローラの RAZR IS12M はケブラーのユニボディになっている。

## 受賞・栄誉
ケブラーの発見によりクオレクは、1995年にその卓越した技術的業績を賞してデュポンのラヴォアジエ・メダルを「忍耐強い実験主義者かつロールモデルであり、彼女による液晶ポリアミドの発見がケブラーのアラミド繊維を生み出した」として受賞した。2014年に彼女が他界した時点で、彼女は未だその賞を受賞した唯一の女性従業員だった。彼女の発見は当時彼女を雇っていたデュポンに多大な収益をもたらしたが、彼女自身が直接金銭的な利益を得ることはなかった。
1976年ハワード・N・ポッツ・メダル受賞。1980年、クオレクは米国化学者協会 (American Institute of Chemists) から化学パイオニア賞を受賞し、米国化学会から創造的発明賞 (Award for Creative Invention) を受賞した。1995年、全米発明家殿堂に加えられた。1995年にはデュポンのラヴォアジエ・メダルを受賞し、1996年アメリカ国家技術賞と工業研究協会業績賞 (IRI Achievement Award) を受賞した。1997年、米国化学会からパーキンメダルを受賞した。2003年、アメリカ国家女性殿堂 (National Women's Hall of Fame) に加えられた。
彼女は名誉学位をカーネギーメロン大学（2001年）、ウースター工科大学（1981年）、クラークソン大学（1997年）で持つ。

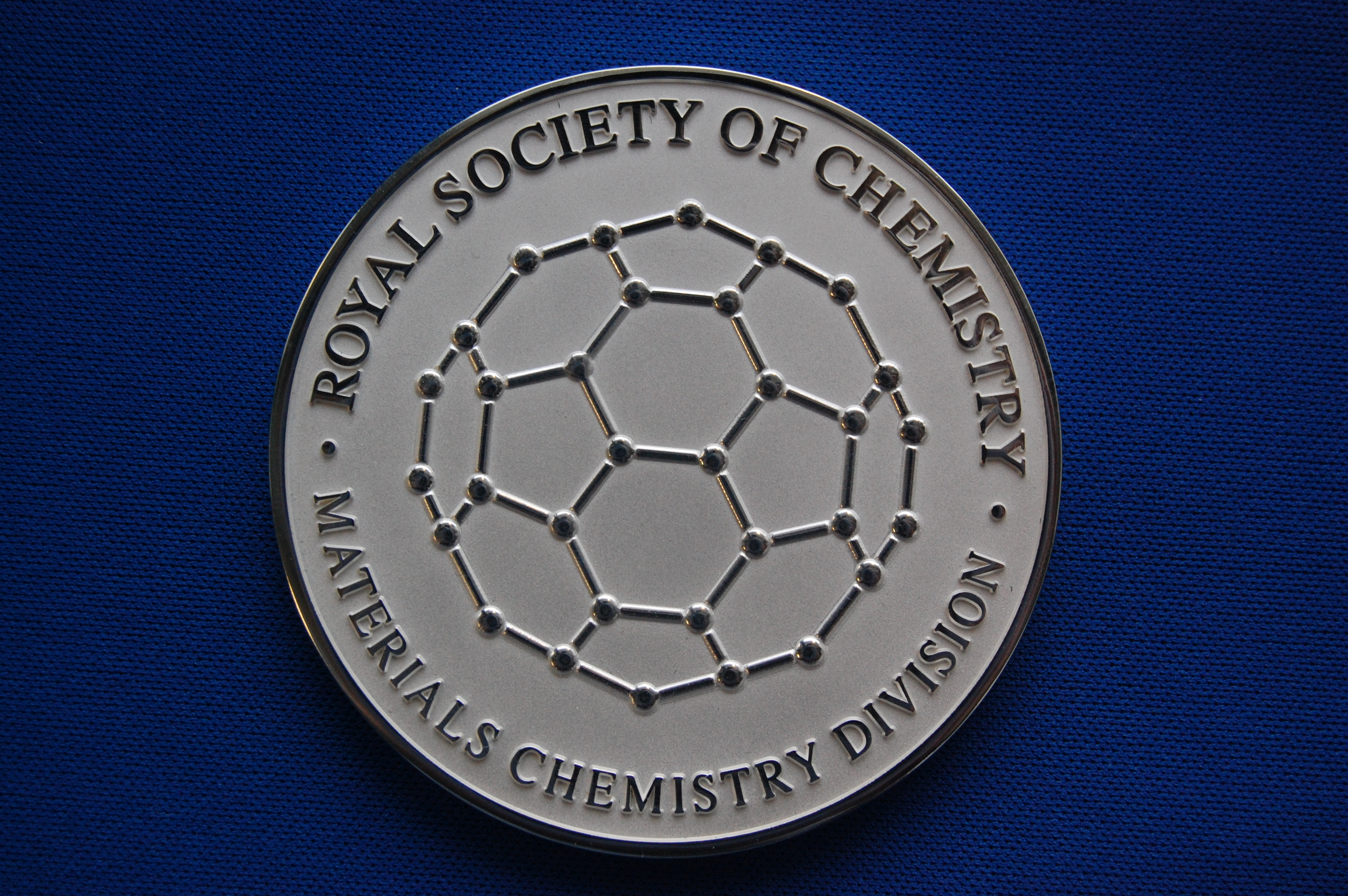
王立化学会 - ステファニー・L・クオレク賞（2014年）

英国の王立化学会は材料化学の分野における卓越した貢献を表彰するため、国外で活動する科学者に「ステファニー・L・クオレク賞」を隔年で授与している。
クオレクは王立化学会が選んだ「化学界の175人」(175 Faces of Chemistry) の一人に選ばれた。

## 引退
1986年にクオレクはデュポンの研究職を退いた。その後は他界するまでデュポンの顧問となり、全米研究評議会と米国科学アカデミーで務めた。研究科学者としての40年間で、彼女は17ないし28の特許を出願し認められた。
彼女はしばしば学生に化学の個別指導を行なっていた。また教室で行なえる化学実験を数多く考案・発表し、それらは『ナイロン縄の秘訣』など現在も学校で実践されている。
クオレクは2014年6月18日に90歳で他界した。